# Pons asinorum (meetkunde)

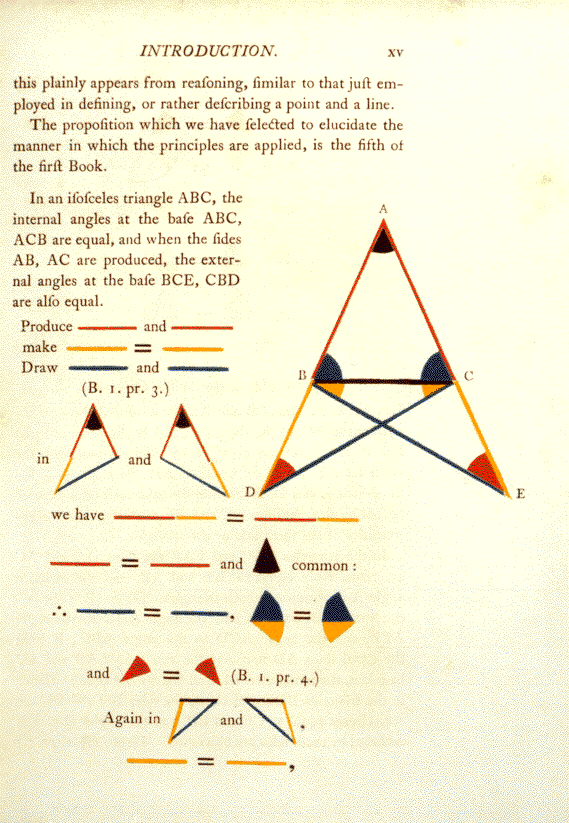
Het bewijs van de pons asinorum in de uitgave van Byrne van de Elementen van Euclides.

Pons asinorum (Latijn voor ezelsbrug) is de naam voor de vijfde meetkundige stelling van Euclides in boek 1 van zijn werk Elementen. De stelling zegt dat de twee basishoeken van een gelijkbenige driehoek gelijk zijn.